# Carlos Ordosgoitia
Carlos Ordosgoitia Sanin (Montería, 26 de septiembre de 1978) es un Administrador de Empresas. Fue alcalde de Montería para el periodo 2020-2023.

## Formación académica
Estudió administración de empresas en la Universidad del Sinú e hizo una especialización en Gobierno y Gestión Pública Territorial en la Pontificia Universidad Javeriana.

## Trayectoria laboral y política
Comenzó trabajando en la ejecución de proyectos agropecuarios, agroindustriales, de reforestación y de comercialización de alimentos dentro del departamento colombiano de Córdoba.
Para 2019 se lanza para la Alcaldía de Montería, con el aval del Partido Conservador Colombiano donde finalmente gana las elecciones contra el candidato Salin Ghisays.